# Sosnîțea
Sosnîțea (în ucraineană Сосниця) este așezarea de tip urban de reședință a raionului Sosnîțea din regiunea Cernihiv, Ucraina. În afara localității principale, mai cuprinde și satele Hannivka și Male Ustea.

## Demografie
Componența lingvistică a așezării de tip urban Sosnîțea
     Ucraineană (97,59%)
     Rusă (2,21%)
     Alte limbi (0,12%)
Conform recensământului din 2001, majoritatea populației așezării de tip urban Sosnîțea era vorbitoare de ucraineană (97,59%), existând în minoritate și vorbitori de rusă (2,21%).